# Manihot membranacea
Manihot membranacea är en törelväxtart som beskrevs av Ferdinand Albin Pax och Käthe Hoffmann. Manihot membranacea ingår i släktet Manihot och familjen törelväxter. Inga underarter finns listade i Catalogue of Life.